# ジョージ・ネヴィル (第13代バーガヴェニー男爵)
事実上の第13代バーガヴェニー男爵および法令上の初代バーガヴェニー男爵ジョージ・ネヴィル（英語: George Nevill, de facto 13th (de jure 1st) Baron Bergavenny、1659年 – 1721年3月11日）は、イギリスの貴族。

## 生涯
ジョージ・ネヴィル（George Nevill、1665年没、第8代バーガヴェニー男爵エドワード・ネヴィルの次男クリストファーの息子リチャードの息子）とメアリー・ホワイトロック（Mary Whitelock、サー・ブルストロード・ホワイトロックの娘）の息子として生まれた。
1695年3月26日に親族の第12代バーガヴェニー男爵ジョージ・ネヴィルが死去すると、バーガヴェニー男爵の爵位を継承、同年5月1日に貴族院議員に正式に就任した。1392年創設のバーガヴェニー男爵が継続しているとする場合は第13代で、1695年の議会招集令状を新しい爵位の創設として扱った場合は初代男爵となる。
1698年10月22日にアン・ウォーカー（Anne Walker、1748年6月26日没、ネヘミア・ウォーカーの娘）と結婚、3男2女を儲けた。しかし、2人は1712年1月8日以降には別居した。
- ヘンリー - 7歳のとき、母が原因となって事故死した
- ジョージ（1702年 – 1723年） - 第14代バーガヴェニー男爵
- ジェーン（1703年3月8日 – 1786年3月19日） - 1女を儲けた
- エドワード（1705年 – 1724年） - 第15代バーガヴェニー男爵
- アン（1715年頃 – 1736年/1737年3月）

1721年3月11日に死去、19日に埋葬された。息子ジョージが爵位を継承した。